# Aeroportul Arapongas
Aeroportul Arapongas (IATA: APX, ICAO: SSOG) este un aeroport din Paraná, Brazilia ce deservește zona Arapongas. Aeroportul a fost tranzitat în 2022 de 649 de pasageri. A fost numit după zona deservită.
Situat la o altitudine de 792 m, aeroportul dispune de 1 pistă. Este operat de Arapongas.

## Infrastructură

### Piste
Aeroportul dispune de o singură pistă. Pista 15/33 are suprafața de asfalt și dimensiunile 1.200 m × 23 m. 